# Massacro di Odi
Il massacro di Odi è stato un attacco eseguito nel 1999 dall'esercito nigeriano nella città di Odi, in Nigeria, abitata prevalentemente da componenti dell'etnia Ijaw, nello stato di Bayelsa.
Prima del massacro, ai primi di novembre del 1999, sette membri della polizia nigeriana furono uccisi nei pressi di Odi. Alla ricerca dei responsabili, i militari invasero la cittadina aprendo indiscriminatamente il fuoco e procedendo ad attacchi e violenze verso la popolazione civile e le case dei privati cittadini. Ogni edificio della città, eccetto la banca, la Chiesa Anglicana e la clinica, fu incendiato. Molti civili (in una quantità stimata da varie dozzine a varie centinaia) furono uccisi. Le violenze si inserivano nel contesto del conflitto del delta del Niger e della questione sulla legittimità da parte delle compagnie petrolifere straniere all'estrazione indiscriminata delle risorse del sottosuolo.
Il massacro fu portato avanti ed appoggiato dal nuovo governo democratico di Obasanjo per mostrare la fermezza dell'autorità centrale nel contrastare ogni attività di guerriglia dei gruppi paramilitari della regione, molto spesso appoggiati dalla popolazione civile, tra cui il Movimento per l'Emancipazione del Delta del Niger e la Forza volontaria popolare del Delta del Niger. In totale le vittime ufficiali furono 43, di cui 8 soldati.